# Le Fil (film, 2009)
Pour les articles homonymes, voir Le Fil.
Pour plus de détails, voir Fiche technique et Distribution.
Le Fil est un film tunisien réalisé par Mehdi Ben Attia en 2009 et sorti en salles le 12 mai 2010.
Il remporte le prix du public du Festival du film Frameline de San Francisco. Il est interdit de sortie en Tunisie en raison de son sujet.

## Synopsis
De retour de France en Tunisie après la mort de son père, Malik (Antonin Stahly), la trentaine et architecte, doit à nouveau vivre chez sa mère Sara (Claudia Cardinale) dans la belle villa familiale de La Marsa, au bord de la mer.
Elle voudrait qu'il se marie. Il voudrait lui dire qu'il aime les hommes, mais il n'y arrive pas et s'enfonce dans des non-dits. Syrine, son amie et collègue lesbienne, lui demande de devenir le père biologique de l'enfant qu'elle veut porter (par fécondation in vitro) et il accepte. Le mariage est prévu, mais Malik se rapproche entretemps de Bilal (Salim Kechiouche), le jardinier de la propriété de sa mère. Il est attiré par lui, mais il ne sait s'il comprendrait. Le garçon de 25 ans est revenu de France au pays de ses ancêtres pour démarrer une nouvelle vie et sans doute s'affranchir d'un certain passé. On découvre qu'il n'est pas heureux du mariage prévu de Malik.
Commence-t-il à réagir aux marques d'attention que Malik lui porte ? Est-il attiré par Malik ? Finalement les deux jeunes hommes dévoilent leurs sentiments au cours d'un coup de théâtre. Tout devient alors possible : le jeune architecte, son amant et sa mère s'affranchissent des interdits pour embrasser pleinement la vie. Dans la chaleur de l'été tunisien, chacun va toucher du doigt le bonheur auquel il a longtemps aspiré. Ce film est aussi une peinture des milieux bourgeois francophones tunisiens libéraux, avant les récents bouleversements islamistes.

## Fiche technique
- Titre : Le Fil
- Réalisation : Mehdi Ben Attia
- Scénario : Mehdi Ben Attia et Olivier Laneurie
- Photo : Sofian El Fani
- Musique originale : Karol Beffa
- Pays :  Tunisie,  France,  Belgique
- Sortie : 2009
- Date de sortie : 12 mai 2010 en  France

## Distribution
- Claudia Cardinale : Sara, la mère
- Antonin Stahly : Malik, le fils de Sara
- Salim Kechiouche : Bilal, jardinier à la maison de Sara
- Driss Ramdi : Hakim, le copain de Bilal
- Rihab Mejri : Wafa, la servante de Sara
- Ramla Ayari : Syrine
- Abir Bennani : Leïla, la petite amie de Syrine
- Hosni Khaled : Moncef, le père de Syrine et un ami des parents de Malik
- Lotfi Dziri : Abdelaziz, le père de Malik
- Nejia Nemzi : la grand-mère de Malik
- Aly Mrabet : Wassim, le cousin homosexuel de Malik

## Musique
La célèbre chanson de Patty Pravo, La bambola (it), est chantée à plusieurs reprises dans le film.